# Pachybrachis hepaticus
Pachybrachis hepaticus  (лат.) — вид жуков-скрытоглавов из семейства листоедов (Chrysomelidae). Северная Америка: Канада и США. Длина самцов 1,68 ± 0,07 мм, ширина 0,96 ± 0,07 мм. Окраска изменчивая, в основном желтоватая с чёрными отметинами. Ассоциирован с разнообразными растениями  из семейств Asteraceae, Euphorbiaceae, Fabaceae, Juncaceae, Salicaceae, Tamaricaceae. Вид был впервые описан в 1847 году американским энтомологом F. E. Melsheimer
.